# La Nouvelle Librairie
Ne doit pas être confondu avec Librairie française.
La Nouvelle Librairie nationale, devenue La Nouvelle Librairie en 2018, est une ancienne librairie située au 11, rue de Médicis, dans le 6e arrondissement de Paris.
De 1900 à 1925, elle est la librairie et le siège de la maison d'édition de l'Action française, avant d'être celle du Faisceau de 1925 à sa fermeture en 1932. De 1912 à 1932, elle est dirigée par Georges Valois.
Avec une orientation d'extrême droite et identitaire, la librairie rouvre ses portes en juillet 2018, sous l'impulsion de François Bousquet, avant de fermer à nouveau en mai 2024.

## Histoire

### De la création aux années 1930
À ses débuts, la Nouvelle Librairie nationale se spécialise dans les publications nationalistes. La maison d'édition, qui compte près de 300 titres, se focalise sur la critique de la politique de la Troisième République.
On y retrouve les écrits des principaux monarchistes de l'Action française, d'anciens boulangistes, d'anciens membres de la Ligue de la patrie française, des antidreyfusards d'origines diverses, des nationalistes barrésiens, d'anciens militaires.[réf. souhaitée]
C'est à cette adresse que naît le Cercle Proudhon et que sont publiés les Cahiers du Cercle Proudhon, un périodique français, « paraissant six fois par an », dirigé par Henri Fortin. Par cette revue, le courant monarchiste représenté notamment par Georges Valois tente de récupérer certains individus issus du socialisme ou du syndicalisme révolutionnaire.
Après la fondation du Faisceau en 1925, Georges Valois rompt avec Charles Maurras et l'Action française. La Nouvelle Librairie nationale devient alors la propriété de Valois. Renommée Librairie Valois, elle devient dans un premier temps (1925-1928) la maison d'édition des auteurs du Faisceau, de théoriciens du corporatisme et du fascisme.
Rompant avec le fascisme dès 1927, la librairie Valois se consacre alors à un travail de doctrine économique et social jusqu'à sa fermeture en 1932, à la suite de la crise économique[réf. souhaitée].

### Réouverture et diversification

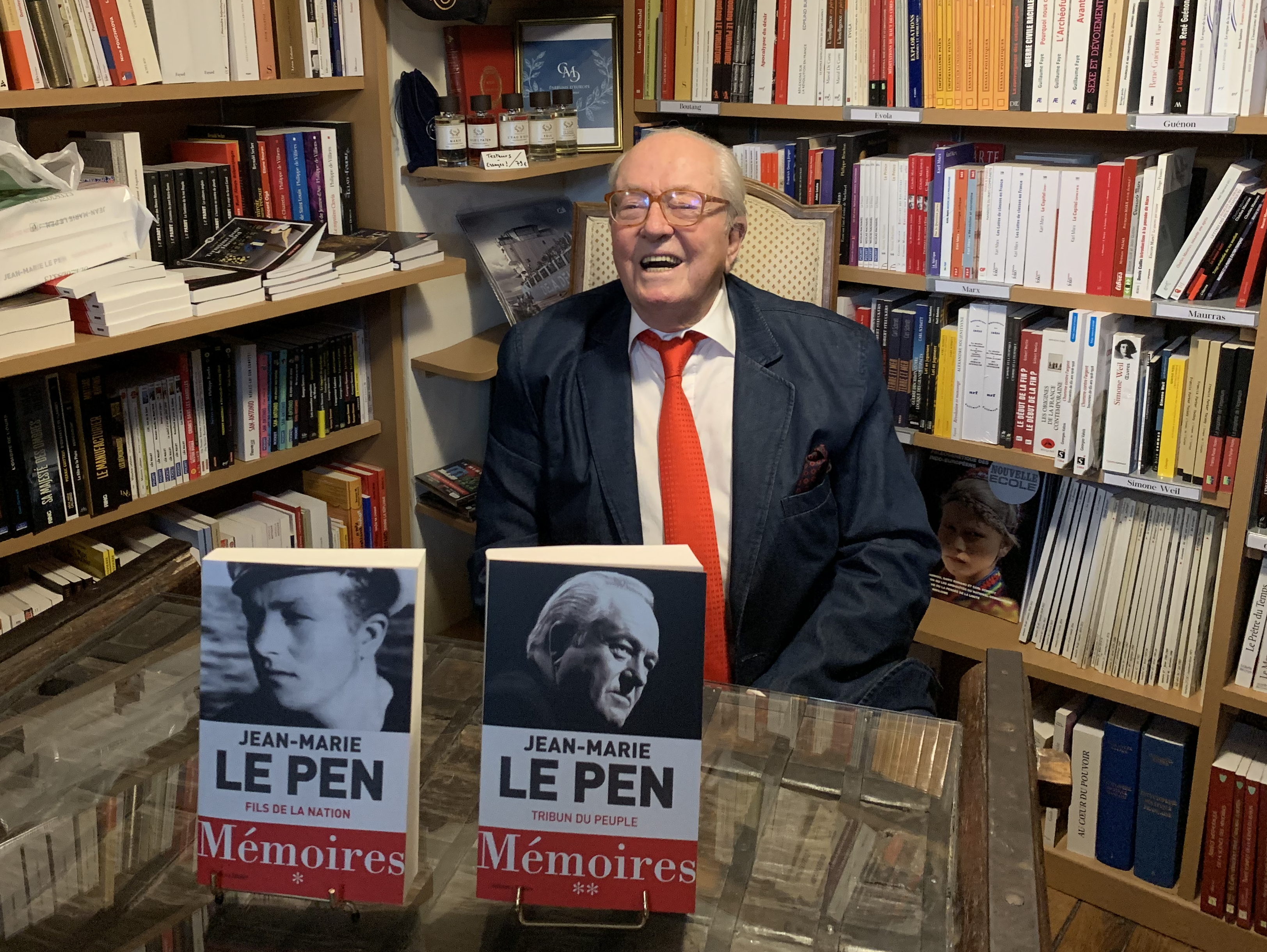
Jean-Marie Le Pen lors d'une séance de dédicaces de ses Mémoires, en octobre 2019.

En juillet 2018, la librairie d'extrême droite ouvre à nouveau ses portes, au 11 rue de Médicis, sous le nom de La Nouvelle Librairie, à l'initiative de François Bousquet, soutenue notamment par la revue Éléments. Une partie du fonds provient de la librairie Facta de feu Emmanuel Ratier.
Elle subit plusieurs actes de vandalisme.
En avril 2024, François Bousquet annonce la fermeture prochaine de la librairie. En raison de difficultés financières, elle ferme le 28 mai 2024.

#### Éditions de La Nouvelle Librairie
En août 2019 sont fondées les Éditions de La Nouvelle Librairie. Elles s'imposent dans le milieu de la droite identitaire, avec une centaine d’ouvrages publiés en 2022.
Les Éditions envisagent en 2022 de publier Derniers écrits avant le massacre, un recueil de Gabriel Matzneff, visé par une enquête pour viol sur mineur, avant de renoncer, en raison, selon un communiqué de l'éditeur, de « menaces de mort » sur le personnel.